# Axel Boesen
Axel Boesen (født 10. februar 1879 på Frederiksberg, død 14. juni 1957 i København) var en dansk sanger og skuespiller.
Han debuterede som 18-årig på Dagmarteatret. Han blev på teateret de næste otte år, og var derefter engageret på forskellige teatre de næste seks årtier som operetteskuespiller. Han indspillede også adskillige plader. Axel Boesen filmdebuterede i 1910 i stumfilmen Levemanden paa Varieté hos Nordisk Film, hvorefter han optil 1926 medvirkede i omkring 100 stumfilm, alle for Nordisk Film, og udelukkende i statist- eller mindre biroller. Han medvirkede desuden i to tonefilm: Den stjålne minister og For frihed og ret  – begge fra 1949.
Axel Boesen var gift to gange. Først med skuespillerinden Hermine Clara Nebelong (1881-1943). Sammen fik de datteren Agnes Vilner (født 1904) og datteren Inger Boesen (1905.09.16). Senere blev han gift med skuespillerinden Solborg Fjeldsøe Rasmussen (1885-1965). Han var bror til skuespiller og teaterdirektør Fritz Boesen (1877-1931). Han døde den 14. juni 1957 og ligger begravet på Bispebjerg Kirkegård i København.

## Filmografi

### Stumfilm
| - Anarkister ombord (instruktør Viggo Larsen, 1909) - Arvingen til Kragsholm (instruktør Viggo Larsen, 1909) - Gammel Kærlighed ruster ikke (ukendt instruktør, 1909) - Dr. Nikola III (instruktør Viggo Larsen, 1909) - Kean (instruktør Holger Rasmussen, 1910) - Spionen fra Tokio (instruktør August Blom, 1910) - Fabian paa Kærlighedsstien (ukendt instruktør, 1910) - Gennem Kamp til Sejr (ukendt instruktør, 1910) - Kuffertens Hemmelighed (ukendt instruktør, 1910) - Tyven (ukendt instruktør, 1910) - Rivaler (ukendt instruktør, 1910) - Den gule Djævel (instruktør Viggo Larsen, 1910) - Sherlock Holmes i Bondefangerklør (ukendt instruktør, 1910) - Zigeunersken (instruktør Einar Zangenberg, 1911) - Det bødes der for (instruktør August Blom, 1911) - Dyrekøbt Ære (instruktør William Augustinus, 1911) - Livets Løgn (instruktør August Blom, 1911) - Mormonens Offer (instruktør August Blom, 1911) - Ungdommens Ret (instruktør August Blom, 1911) - Den forsvundne Mona Lisa (instruktør Eduard Schnedler-Sørensen, 1911) - Venus (instruktør Gunnar Helsengreen, 1911) - Sønnen fra Rullekælderen (ukendt instruktør, 1911) - Den sorte Haand (som en rig mand; ukendt instruktør, 1911) - Folkets Vilje (instruktør Eduard Schnedler-Sørensen, 1911) - Det mørke Punkt (instruktør August Blom, 1911) - Den Sorte Hætte (som skurk; instruktør William Augustinus, 1911) - Den hvide Slavehandels sidste Offer (som selskabsgæst; instruktør August Blom, 1911) - Den farlige Alder (instruktør August Blom, 1911) - Dyrekøbt Glimmer (instruktør Urban Gad, 1911) - Skæbnens Hjul (instruktør William Augustinus, 1911) - Smæklaasen (instruktør William Augustinus) - Det gamle Købmandshus (instruktør August Blom, 1912) - Livets Baal (instruktør Eduard Schnedler-Sørensen, 1912) - Springdykkeren (instruktør Robert Dinesen, 1912) - Gud raader (som en krovært; ukendt instruktør, 1912) - Pro forma (ukendt instruktør, 1912) | - Den Stærkeste (instruktør Eduard Schnedler-Sørensen, 1912) - Et Hjerte af Guld (instruktør August Blom, 1912) - Paa Frierfødder (ukendt instruktør, 1912) - Den Undvegne (instruktør August Blom, 1912) - Damernes Blad (instruktør August Blom, 1912) - Den kære Afdøde (som en journalist; instruktør Eduard Schnedler-Sørensen, 1912) - Vor Tids Dame (instruktør Eduard Schnedler-Sørensen, 1912) - Dødsangstens Maskespil (som passager; instruktør Eduard Schnedler-Sørensen, 1912) - Vampyrdanserinden (instruktør August Blom, 1912) - Tropisk Kærlighed (instruktør August Blom, 1912) - Kærlighed og Venskab (instruktør Eduard Schnedler-Sørensen, 1912) - Hans vanskeligste Rolle (instruktør August Blom, 1913) - Hvor er Pelle? (som betjent; instruktør Christian Schrøder, 1913) - Giftslangen (instruktør Hjalmar Davidsen, 1913) - Den store Operation (instruktør Robert Dinesen, 1913) - Gæstespillet (instruktør Eduard Schnedler-Sørensen, 1913) - Den tredie Magt (som tjener; instruktør August Blom, 1913) - Scenen og Livet (instruktør Robert Dinesen, 1913) - Expressens Mysterium (instruktør Hjalmar Davidsen, 1914) - Den kulørte Slavehandler (instruktør Lau Lauritzen Sr., 1914) - Et Kærlighedsoffer (instruktør Robert Dinesen, 1914) - Mit Fædreland, min Kærlighed (instruktør Robert Dinesen, 1915) - Den hvide Rytterske (instruktør Alfred Cohn, 1915) - Naar Hævngløden slukkes (instruktør Robert Dinesen, 1915) - De Nygifte (instruktør Lau Lauritzen Sr., 1915) - Kærlighedens Firkløver (instruktør Alfred Cohn, 1915) - Tempeldanserindens Elskov (instruktør Holger-Madsen, 1915) - Kvinden, han mødte (instruktør Hjalmar Davidsen, 1915) - Nattens Gaade (som læge; instruktør Hjalmar Davidsen, 1915) - Evangeliemandens Liv (som fange/festdeltager; instruktør Holger-Madsen, 1915) - Manden med de ni Fingre IV (som politibetjent; instruktør A.W. Sandberg, 1916) - Spejlets Spaadom (instruktør Hjalmar Davidsen, 1916) - Manden uden Fremtid (instruktør Holger-Madsen, 1916) - Børsens Offer (instruktør Alexander Christian, 1916) | - Den største Kærlighed (instruktør August Blom, 1916) - Klovnen (instruktør A.W. Sandberg, 1917) - Fjeldpigen (instruktør Eduard Schnedler-Sørensen, 1917) - Pax Æterna (instruktør Holger-Madsen, 1917) - Nattens Mysterium (instruktør Holger-Madsen, 1917) - Et fremmeligt Barn (instruktør Lau Lauritzen Sr., 1917) - Hittebarnet (instruktør Holger-Madsen, 1917) - Ridderen af den bedrøvelige Skikkelse (instruktør Lau Lauritzen Sr., 1917) - Nattevandreren (instruktør Holger-Madsen, 1917) - Gengældelsens Ret (instruktør Fritz Magnussen, 1917) - Du skal ære - (instruktør Fritz Magnussen, 1918) - Hatten med skatten (instruktør Lau Lauritzen Sr., 1918) - For sit Lands Ære (instruktør August Blom, 1918) - Præsten fra Havet (instruktør Fritz Magnussen, 1918) - Lykkens Blændværk (instruktør Emanuel Gregers, 1919) - Konkurrencen (instruktør Robert Dinesen, 1919) - Den Æreløse (instruktør Holger-Madsen, 1919) - Maharadjahens Yndlingshustru II (instruktør August Blom, 1919) - Mod Lyset (instruktør Holger-Madsen, 1919) - Hævneren (instruktør Olaf Fønss, 1919) - En Skuespillers Kærlighed (som tjener; instruktør Martinius Nielsen, 1920) - Scenens Børn (instruktør Fritz Magnussen, 1920) - Blind Passager (instruktør Emanuel Gregers, 1920) - Har jeg Ret til at tage mit eget Liv? (instruktør Holger-Madsen, 1920) - Prometheus I-II (instruktør August Blom, 1921) - Takt, Tone og Tosser (instruktør Lau Lauritzen Sr., 1925) - Med fuld Musik (instruktør Lau Lauritzen Sr., 1933) - En Bryllupsrejse (ukendt instruktør) - Den stjaalne Politibetjent (ukendt instruktør) - Boksekamp (ukendt instruktør) - Mysteriet paa Duncan Slot (instruktør George Schnéevoigt) - Skæbnens Veje (instruktør Holger-Madsen) - Spaakonens Datter (instruktør August Blom) |

### Tonefilm
- Den stjålne minister (som 2. censor; instruktør Emanuel Gregers, 1949)
- For frihed og ret (instruktør Svend Methling, 1949)